# 哈德利高地
哈德利高地（英語：Hadley Upland），是南極洲的高地，位於葛拉漢地南部的法利埃海岸，海拔高度1,500至1,900米，以馬丁冰川、吉布斯冰川和拉默斯冰川為界，現時由南極條約體系管理。